# Parafia św. Józefa Oblubieńca Najświętszej Maryi Panny w Zwartowie
Parafia świętego Józefa Oblubieńca Najświętszej Maryi Panny w Zwartowie – parafia rzymskokatolicka, znajdująca się w diecezji pelplińskiej, w dekanacie Gniewino.